# 済南事件
済南事件（さいなんじけん）は、1928年（昭和3年）、中国山東省の済南における5月3日に始まる日本軍と、蔣介石率いる国民革命軍（南軍）との間に起きた武力衝突事件。その際、日中双方で相手方の官民・居留民らに対する虐殺、残虐行為があったとされる。日本軍は現地における日本権益と日本人居留民の保護のため山東省に派遣（第二次山東出兵）され、国民革命軍は北伐中であった。中国側ではとくに5月3日以来の残虐行為と虐殺のほうに注目して五三惨案あるいは済南惨案と呼ばれることも多い。
事件の発端については日本と中国では見解が異なる。
また、日本軍により旧山東交渉公署の蔡特派交渉員以下16名が殺害されたが、中国側はこれを重く見て、日本軍の「無抵抗の外交官殺害」を強く非難した。
この済南事件を機に、日本軍は増派（第三次山東出兵）を決定している。
一方で、蔣介石は事件の拡大を望まず、まず全軍に紛争の禁止を命じ、北伐を継続するよう命じ、外交交渉を通じて日本陸軍司令官と日本の外務省に抗議、日本軍の済南からの即時撤退とイギリスとアメリカの調停への協力を求めた。衝突はいったんは収まり、蔣介石は5月５日ないし6日午前までにはひそかに済南城を去っている。蔣介石の命で南軍部隊主力も城内から撤退したため、最終的に市内には2個連隊を残すのみとなった。5月7日、日本軍の増援部隊が済南に到着した。同日午後3時半、日本軍司令官は12時間の猶予で厳しい要求を出した。5月8日4時、日本軍は満足な回答が得られなかったとして済南各地で砲撃を開始した。9日午前9時、日本軍は済南市への攻撃を開始した。午後、済南の守備隊は城内への撤退を余儀なくされ、市街戦となった。5月10日までに双方は膠着状態となった。 10日夜、守備隊は蒋介石から「済南を放棄せよ」との命令を受け、南軍は夜陰に乗じて城外へ脱出した。5月11日、日本軍は済南を占領した。その後、南軍は完全に済南を迂回する形で北伐を続行する形となった。
一連の日本軍の攻撃により、済南では一般市民を主として数千人にのぼる死傷者を出すに至った。また、5月3日の両軍の衝突以来、中国人兵士乃至住民あるいは日本軍兵士により、それぞれ多数の相手方捕虜や居留民・現地民への暴行・虐殺等の残虐行為があったとされている。
国民党政府が国際連盟に提訴したこともあって1929年3月に合意が成立し、日本軍が撤退した。

## 当時の状況
当時、中国は南軍と北軍に別れて内戦状態にあり、治安は悪化していたが、済南は主要な商業都市であり、日本人を中心として多くの外国人が居住していた。しかし、いわゆる租界はなかった。膠済鉄道は日本の借款鉄道であり、同鉄道沿線の鉱山は日中合弁会社が経営するなど、山東省には日本の権益も存在した。1927年（昭和2年）末の外務省調査によれば、山東省における日本人居留民数は総計約16,940人で、そのうち青島付近に約13,640人、済南に約2,160人であり、投資総額は約1億5千万円に達していた。

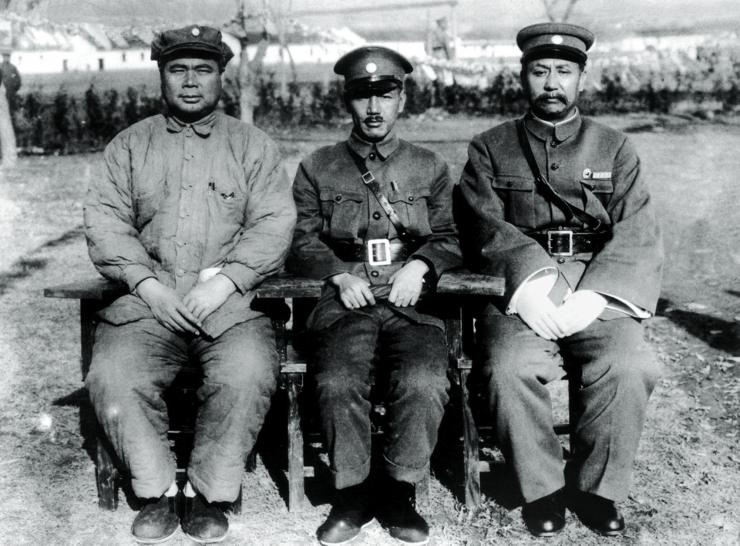
馮玉祥（左）、蔣介石（中央）、閻錫山（右）

第1次国共合作の終了により北伐は頓挫したが、1928年（昭和3年）1月上旬、ふたたび蔣介石が国民革命軍の総司令に就任し、2月、蔣介石は馮玉祥、閻錫山と北伐に関する協議を行って北伐軍を編成し、4月7日、国民党は北伐を宣言した。4月12日、韓荘、台児荘の線を占領していた山東軍は敗れ、戦乱はふたたび山東省に及ぼうとした。

### 第二次山東出兵
蔣介石による北伐が再開、約1年前の南京事件と漢口事件のような中国人兵士や民衆による略奪・暴行が済南においても起こる不安が居留民らの間に生じ、日本側は不祥事発生の防止と居留民の保護を理由に同年4月下旬に出兵した（第二次山東出兵）。真の狙いは、蒋介石の北伐が進展すれば日本が支援する張作霖が追い込まれ、満州・華北における日本の利権にも見直し圧力がかかると考え、日本の権益維持を目的とする北伐牽制のためであったともされる。
松井石根（当時参謀本部第2部長）によると、 山東出兵の理由は3つある。
1. 南軍総司令蔣介石の地位の変動。南軍は去年と大いに組織を異にし、南軍内部に客軍が多くを占めており、蔣介石の命令は、客軍の武将に阻止されて徹底されない。
2. 南軍の素質が悪くなり、これに伴う危険が増加した。今日の南軍は大部分が速成の兵で、いわゆる兵匪と何ら変わりない軍隊であり、危険。
3. 南軍内部に共産系が残存していること。昨年の南京事件に懲りて南軍幹部でも極左共産党系の淘汰を計ったが、若者の間には共産党がしみわたって手がつけられない状態で、ある軍の如きは現に公然とロシア人の教官または指揮者を有し、盛んに共産主義の宣伝をなし、「帝国主義打倒」を振りかざして常に日本を敵視している[10]。

当時の主要新聞の社説は、内政干渉にならないようとの憂慮を表明したが、ほとんどが出兵やむなしとするものであった。
支那駐屯軍の天津部隊3個中隊（臨時済南派遣隊）と内地から第6師団の一部が派遣され、4月20日午後8時20分、臨時済南派遣隊が済南到着、4月26日午前2時半、第6師団の先行部隊の斎藤瀏少将指揮下の混成第11旅団が済南に到着した。北軍援助の誤解を避けるため、第6師団（師団長・福田彦助中将）の主力は青島に留まっていたが、4月29日、南軍によって膠済鉄道と電線が破壊されたため、青島を出発し、鉄道破壊個所を修理しながら進み、5月2日午前11時半に済南に到着した。この結果、済南に集結された兵力は、3539人となった。
4月21日、臨時済南派遣隊は「臨時済南派遣隊警備計画」を作成し、この警備計画に基づいて居留民保護にあたった。4月27日、斎藤瀏警備司令官は前警備計画を修正した「混成第十一旅団警備計画」を作成した。修正点は警備区域を商埠地全体の約8割に縮小し、歩哨線を守備区域として拡大し、守備区域への中国軍兵士の進入を禁止したことであった。4月29日、北軍退却部隊の商埠地内外を通過する数が増加し、北軍と警察の警備力は急速に衰えたため、斎藤警備司令官は29日午後一時に各地守備隊を第一期警備の部署に就かせ、午後9時半に守備区域の所要工事（土嚢、立射散兵壕、拒馬、鉄条網などの設置）を開始させた。窮民や逃走する北軍兵によるとみられる略奪が起こったが、日本の警備地区内ではほとんど起こらなかった。

### 北伐における済南陥落
5月1日に済南が北軍の手から南軍の手に落ちると、日本国旗侮辱や反日ビラ貼付などで紛議が頻発し、また囚人が解放されて、市内は緊迫の様相を呈するに至った。5月2日午前、南軍の総司令蔣介石から斎藤瀏警備司令官に、治安は中国軍によって確保することを保障するので日本軍は撤去して欲しいとの要望がなされ、斎藤警備司令官は福田彦助第6師団長に諮ることなく、守備区域のみを廃止し、防御設備をすべて撤去させ、「済南における治安維持は自今南軍総司令官蔣介石に一任す」なども口頭で補足した。5月3日、福田師団長はすでに実行済みだったので、これを黙許した。なお、後の９日には福田は斎藤の警備方針を消極的だと叱責し、旅団司令部に自ら赴いて攻撃の指揮をとっている。
守備区域の撤廃と防御設備の撤去が事件を誘発したわけではなく、問題は国民革命軍の排日傾向と、前年の南京事件にも関わったと目される賀耀組麾下の第40軍が済南に到着していたことだとする見解もある。

## 事件の発端
5月3日、済南における南軍一部部隊と日本軍との間で衝突が発生、日本軍警備地域外では中国人暴徒ないし南軍兵士による日本人居留民の惨殺、日本軍兵士による国民政府外交職員らの虐殺や日本軍による砲撃等で多数の中国人住民の死者が出たとされる。そのため、中国では五三惨案と呼ばれる。
事件の発端については、日本側資料と中国側資料で見解が異なり、現状ではどれが正しいか不明とする意見もある。また、中立筋の観測者からは事件の発生はどちらかといえば偶発的なものであったが、余りにもその要因になりうることが多すぎ、激化しやすかったことが衝突が継続した原因だとする意見も出ているという。

### 日本側の主張
- 参謀本部見解[15]
南軍の正規兵士約30人[1]が麟趾門街にある満州日報取次販売店の吉房長平方を掠奪、主人を暴行した。南軍兵は駆けつけた日本人巡査にも暴行を加えたため、久米川好春中尉率いる日本軍約30人[1]が現場に赴くと掠奪兵はただちに自分の兵舎へ逃走。それを追った日本軍に対して歩哨が射撃してきたので日本軍は応戦し、歩哨を射殺。それをきっかけに戦闘となり、中国兵による乱射掠奪は一挙に市中に拡大した。まもなく停戦の申し合わせができたが、中国軍はこれを無視し、白旗を掲げて停戦を呼びかける日本軍使さえ射殺する暴挙に出た。

- 外務省見解：国民革命軍兵士による済南商埠地の邦人店舗略奪事件をきっかけに日本軍と国民革命軍は衝突した[16]。藤田栄介青島総領事は、南軍による組織的に計画された衝突と述べている[17]。

### 中国側の主張
- 中国側の見解[18]（『蔣介石秘録』）
病気となった第40軍兵士1名[1]を中華民国外交部山東交渉署の向かいにあるキリスト教病院（城外商埠地）に治療に連れていったところ、日本兵に通行を阻止されて、言葉が通じないままに言い争いとなり、日本兵は、革命軍の兵士と人夫それぞれ一人をその場で射殺した[1]。

なお、中国側には、以下のような説もある（『五三惨案』より）。
1. 第40軍兵士が日本軍兵士と口論となり、衝突となった
2. 中国軍兵士が国民政府の紙幣で買い物をしようとし、日本人に阻止された
3. 民衆が宣伝ポスターを見ていたとき、日本軍がそれを許さず、民衆と衝突した
4. 中国軍兵士が商埠地を通過しているところを日本軍に阻止された

岩崎芳夫によると、蔣介石は後にこの事件を日本軍による北伐の妨害であったと非難したとされている。

### 考察

#### 中国側の非をみる見方
略奪などの被害がほとんど日本人のみに集中しており、第6師団参謀長は「午前十時を期し一斉に開始せられたること、および小部隊に至るまで手榴弾を分配しありしことなどより見るに、相当計画的に行われたること明らか」であると見ており、師団長も「略奪の背後には隊伍を整えたる大部隊あり、白昼隊伍を組み略奪を行う如きは組織的に計画されたること明らかなり」と述べている。
一方、第6師団の戦闘詳報には次のようにも書いてある。
- この虐殺行為は計画的のものなるや否やは、いまなお不明なるも、蔣介石と領事との問答および蔣介石その他の高級将校の言明に徴するも、日本軍との事端をなるべく避けんとする方針なりしが如く、従ってこの事件は上級将校の計画的暴挙にあらずして、計画的とするも下級一部隊の企図に基くものと判断せらる。しかれども、当時南軍一般の空気は左の如き事態なりしは、想察するに難からず。

1. 従来排日の教えを受け、日本を侮りたる中級幹部およびこれらの率いる兵卒は容易に上級幹部の命令を行わざること
2. 済南の支那人に南軍の威力を示さんとせること
3. 日本軍はわずか三千にして南軍はその約十倍の優勢を持するをもって、到底日本軍は対敵行為を取ることなかるべしと判断せること
4. 支那軍内部において為にする者ありて他を陥れんとせること

（中略）
1. 我と交戦せし部隊、主として第40軍、第41軍に属するものなるが如し
2. 将帥の氏名　第40軍長賀耀組、第41軍長方振武

また『昭和三年支那事変出兵史』には、襲撃事件を惹起した責任者として「第40軍長賀耀組、同第3師長陶峙岳、同歩兵第7団長王励、同第2営長劉済民、第5ないし第8連長何、蕭、姜、陳」とある。
蔣介石が南軍は軍紀厳正であって事件を起こすようなことは決してあり得ぬと再三言明していたこと、南京政府内部では、共産党を排除したものの、共産党の疑い濃厚な分子が陰に国民党崩壊の機を窺い、広東派は失態に乗じて再び広東左派の指導権を回復しようと狙っていたこと、南京政府と革命軍の中で馮玉祥が勢力を伸ばしており、軍費不足による戦備不十分を理由に躊躇する蔣介石を強いて北伐に踏み切らせたこと、事件を起こした軍隊がほとんど共産主義的色彩の強かった指揮官賀耀組とその麾下、および馮玉祥の腹心の部下であった方振武とその麾下であったこと、事件解決を待たずして、山東管轄をめぐって蔣介石と馮玉祥の争いが起こったことなどから、蔣介石を窮地に陥れることを狙った馮玉祥の意図が働いていた可能性は少なくない。また、南方宣伝員とともに、共産党員が山東省に多数入りこんで策動していた。加藤天津総領事の報告によると、彼らは近時国民党より極端な圧迫を受けた関係上、国民党を憎むこと蛇蝎の如く、また戦乱をできる限り長引かせて自派策動の機会を得ようとする動機より、あらゆる手段を講じて北伐を阻害しようとする事実があった、という。

#### 日本側の非をみる見方
小池聖一は、中国第40軍第3師歩兵第7団の将兵約1200人のうち、1004人が約二時間で捕虜となり、日本側10人に対して150余人もの死者を中国側が出していることから、銃撃戦が計画的だったとは考えにくいとする。
日本では、当時、軍は中国軍側の死者は少なくとも百名を下らず武装解除した者約千五百名と発表している。ところが、中国側に返した者が千余名であるため、その差を虐殺されたとみる考えがある。
また、衝突後、現地の酒井駐在武官はたびたび現地の戦闘状況について誇張した電報を打ち、陸軍中央部や朝鮮派遣軍・関東軍の危機感を煽った。これは、たまたま同月4日に北京に着いて状況を知った林奉天総領事が、後に、軍からの情報には正確を欠く所があった、虐殺の程度が誇張されていた、そのため処置を誤らしめたのではと思う節が後から思い合せられたと語るほどであった。さらに臨時停戦後のことであるが、参謀本部からの断固たる措置を取るようにとの電報を見た福田師団長は、居留民保護を名目に日本が中国問題を一歩進める好機と考えたともされる。このため、酒井や福田が山東半島への大量出兵を望んで画策したのではないかとする見方がある。

## 国際報道
済南城は、5月3日の朝に日本軍と中国軍の間で衝突が起こるまで、緊張はしていたものの静かなままであった。この衝突の詳細については、日本側と中国側の間で論争がある。日本軍は衝突後直ちに中国側の無線局を破壊し、済南からの唯一の通信回線を掌握したため、外国メディアの報道はすべて日本側の記述に頼らざるを得なくなった。
ニューヨーク・タイムズ特派員アベンドは、5月3日事件の発生状況について、アメリカ領事をはじめ自分らは支那側の宣伝に信頼を置かず、蔣介石が節制のない数万の軍隊を入市させ、事変突発してもその命令徹底しなかったことが根本的過失である、と語っている。また、済寧と泰安のアメリカ人が南軍兵士に略奪および射殺され、兗州、済寧、泰安でドイツ宣教師と教会が南軍によって暴行された事実があり、英、米、独の領事が西田済南総領事代理に対して、支那政局においては支那側に生命財産の保全を期待できず、現在においては日本軍に期待していることに一致している、と述べている。さらに、今回の事変に鑑みれば日本の山東出兵は当を得たものと思われるが、ただ兵数少なきに失し、出兵するならば最初より少なくとも一万五千ぐらいが必要であった、という旨を述べている。
ノース・チャイナ・デイリー・ニュースは「すべての感情偏見を捨てて熟慮したる吾人は挑戦者は支那側であり、彼らに多数の死傷者を生じ、北伐の前途危険に陥ったことは自業自得であると観察せざるを得ない。攻撃が蔣介石に反感を持つ馮玉祥側の陰謀に基因するか、または常に無規律にして給料不渡り数カ月に及び、済南占領で上気した南軍中の排日気分爆発であったか否か、いずれにせよ結果は同じである。南方がいかに巧妙に宣伝したとて世界は最近の支那の宣伝方法を知悉している」という論説を掲げた。
ノース・チャイナ・デイリー・ニュースは「要するに今回の事件は全くその責任は支那南軍側にあること、公平なる第三者全部の観察である」と述べた。またアメリカの大部分の新聞も親日的論調で報じた。青島の米国領事は「去年と同じように、日本軍の到着は一般に安心感を与えており、中国側は型通りの抗議はしたが、上流階級のものはひそかに日本軍を歓迎している」と報告した。済南のプライス米国領事は、中国軍の不規律が事故を招いたものとし、日本軍の5月7日の最後通牒も、外国租界のすぐ周辺に中国軍のいたことから、むしろ正当なものであったと考えていた。

## 被害状況

### 日本人居留民
済南の日本人居留民は多くが既に青島に避難、あるいは市内の日本軍の警備線地域内に自ら避難するか日本軍が警備線内に回収し、特殊な営業にある者等が避難を断り、警備線外に残っていたという。

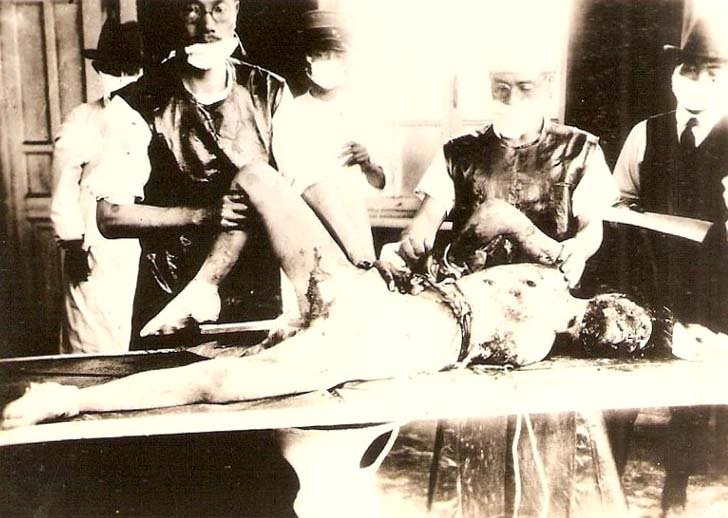
日本人犠牲者の検屍（731部隊被害者として誤用された写真は後述）

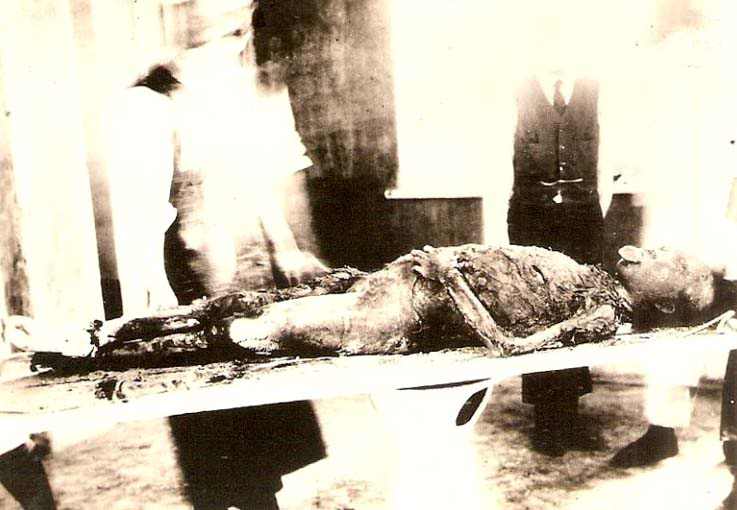
日本人犠牲者の検屍

- 1.藤井小次郎（40歳、土産物商）--頭および顔の皮膚を剥がされ、眼球摘出。内臓露出。陰茎切除。
- 2.斉藤辰雄（桐材商）--顔面に刺創。地上を引きずられたと思われる全身擦創。
- 3.東條弥太郎（28歳、土産物商）--両手を縛られ地上を引きずられた形跡が顔面にあり。頭骨破砕。小脳露出。眼球突出。腹部射出口より約二尺ばかり小腸露出。
- 4.同妻きん（24歳）--全顔面及び腰部にかけ、皮膚及び軟部の全剥離。乳房に刺創。肋骨折損。陰部に木片挿入あり。
- 5.鍋田銀次郎（雑貨商）--左脇腹から右脇腹に貫通銃創。
- 6.井上国太郎（30歳、雑貨商）--顔面破砕。両眼を摘出し石を詰める。上膊部に刺創。左股に貫通銃創。
- 7.宮本直八（55歳、土産物商）--胸部貫通銃創。肩に刺創数箇所。頭部に純刀による切創。陰茎切除。
- 8.多比良貞一（34歳、土産物商）--頭部にトビ口様のものによる突創。頭蓋骨骨折。腹部を切り裂かれ小腸露出。
- 9.中里重太郎（28歳、土産物商）--顔面壊滅。頭骨粉砕。全身に無数の刺創。右肺貫通銃創。
- 10.高熊うめ（50歳）--肋骨損傷。右眼球突出。全身火傷。左脚下が脱落。右足の白足袋で婦人と判明。

他の二体は顔面を切り刻まれた上に肢体を寸断されたため、人定は不可能だった。
日本の参謀本部によれば、被害人員約400、被害見積額は当時の金額で35万9千円に達した。日本人居留民の被害、死者12（男10、女2）、負傷後死亡した男性2、暴行侮辱を受けたもの30余、陵辱2、掠奪被害戸数136戸、被害人員約400、生活の根柢を覆されたもの約280、との記録が残っている。
『世界戦争犯罪辞典』によれば、日本人居留民の死者は16人〜13人で、そのうち9人が虐殺された。被害者の多くは朝鮮人の麻薬販売人や売春業者で、一般居留民のように避退せず、残留していたものとする。岡田芳政少尉は、「殺された居留民は朝鮮人の麻薬密輸者で、日頃から悪行を重ねていたので、現地人に報復されたと聞いている」と述べた。
日本人惨殺状況に関する外務省公電には、「腹部内臓全部露出せるもの、女の陰部に割木を挿し込みたるもの、顔面上部を切り落としたるもの、右耳を切り落とされ左頬より右後頭部に貫通突傷あり、全身腐乱し居れるもの各一、陰茎を切り落としたるもの二」とある。
佐々木到一は「予は病院において偶然その死体の験案を実見したのであるが、酸鼻の極だつた。手足を縛し、手斧様のもので頭部・面部に斬撃を加へ、あるいは滅多切りとなし、婦女はすべて陰部に棒が挿入されてある。 ある者は焼かれて半ば骸骨となつてゐた。焼残りの自足袋で日本婦人たることがわかつたやうな始末である。わが軍の激昂はその極に達した」「もっとも、右の遭難者は、わが方から言えば引揚げの勧告を無視して現場に止まったものであって、その多くがモヒ・ヘロインの密売者であり、惨殺は土民の手で行われたものと思われる節が多かった」と記録した。また、佐々木到一は事件当時、他の被害者同様に中国側の兵士と民衆に暴行と略奪も受けており、所持していた総司令部の護照のおかげで殺されずに済んだと陸軍省へ報告している。佐々木の記録について、作家の児島襄は「佐々木中佐によれば、中国兵ではなく「土民」に惨殺されたふしもあったが、この時期に冷静な判断は期待し難い」（『日中戦争』Ⅰ）として、佐々木説を疑問視している。
日本軍の損害は、死者26名、負傷者157名。被害者の治療は同仁会 済南病院にて行われ、軍、警察、中国側の立会いの下に同病院内で検死が行われた。

### 中国側被害
中国側の資料によれば、中国側の被害は、軍・民あわせて、死者は約3,000人〜6,123人。負傷者数は1,450名〜1,701名とされている。小池聖一は、中国軍民死者は3600人、負傷者1400人とする。中村政則は負傷者2400人とする。
とくに8日から11日の日本軍の攻撃は、一般人に対するものも含む事実上の無差別攻撃だったと見ている。

## 中国人外交官・職員「虐殺」事件

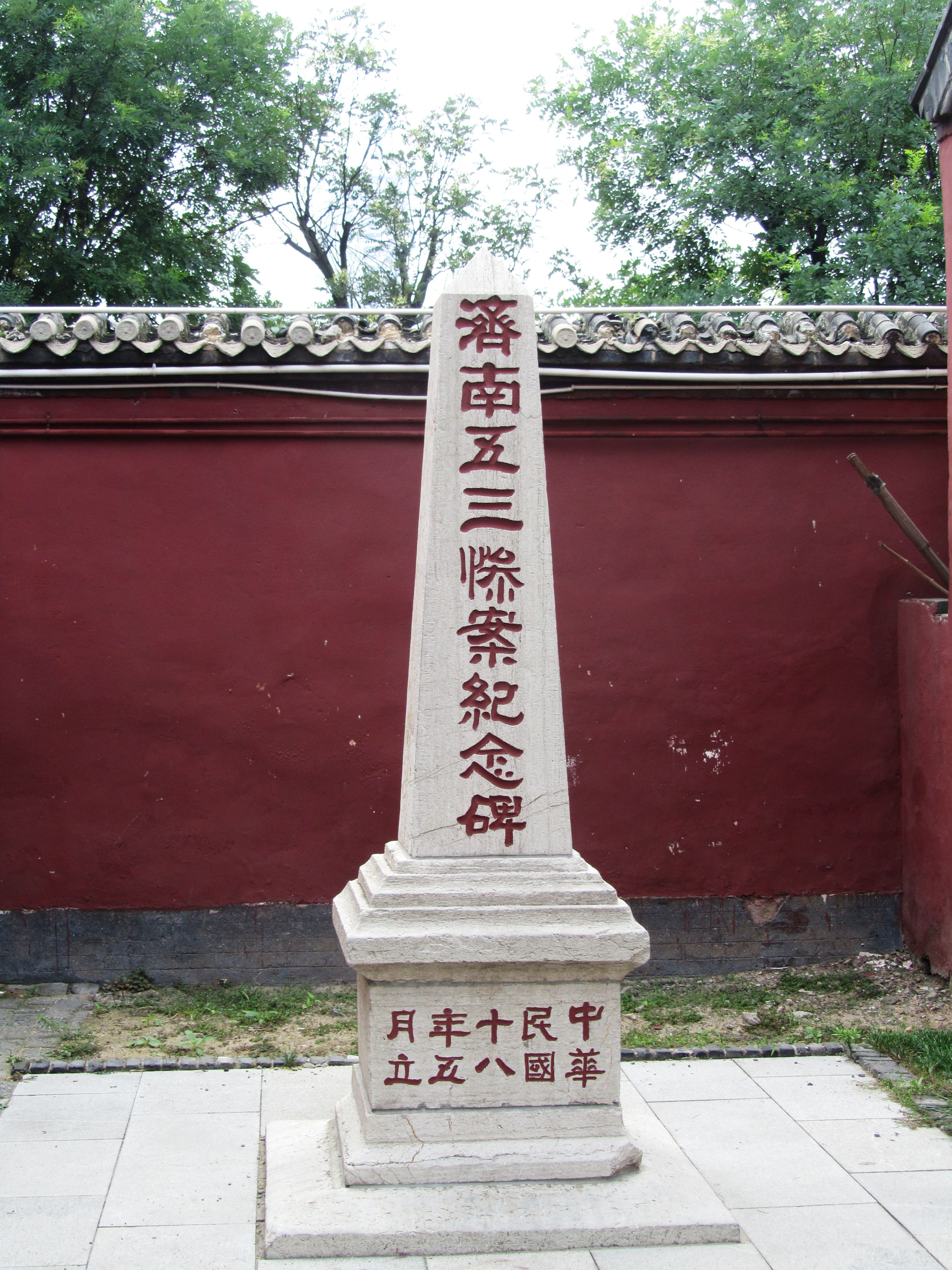
泰安市岱廟にある記念碑

3日夜、戦地政務委員兼外交処主任の蔡公時ら済南交渉公署職員8名、勤務兵7名、まかない夫1名の計16名の中国人外交官・職員が殺害された。

### 中国側の主張
同建物は一時的に交渉公署に当てられていて、蔡公時は新任の交渉員として来ていた。午前9時、国民党軍の一団が交渉事務所向かいにあるキリスト病院に入り、日本軍が発砲、銃撃戦は断続的に繰り返され、双方に死者が出た。午後4時、日本兵が事務所に来て、事務所の3階に大砲を据えるので病院にいる南軍への砲撃を認めるよう求めてきたが拒否。事務所前で日本兵の死者が出たことを理由に、夜に入って20名以上の日本軍が事務所に乱入、中国側の銃器を没収し、全員を縛り上げた。日本軍は銃剣で日本語で抗議する蔡公時の耳・鼻を切り落とし舌と目をくりぬき、ついには殺した。日本軍は拘束した職員・中国人警備兵らを裸にし、鞭で打ち、中庭に引きずり込み機関銃を発砲、1名は脱出したものの他の者を殺害した。この時中国側は、日本軍が済南交渉公署を襲い、蔡公時ら十六人の外交官・職員らを銃剣で耳鼻などを切り落として虐殺した「外交官虐殺事件」として喧伝した。各地でセンセーショナルに報道し、追悼会を開催した。

### 日本側の主張
済南領事館が事件に直接関係した歩兵第47連隊第6中隊の木場大尉より聴取したところによると、「3日朝の衝突で歩兵第47連隊第6中隊が交渉公署建物の前に散開して敵に応戦中、同建物三階より狙撃され、日本兵2名が死亡したため、応射し、敵の射撃を沈黙させた。午後7時過ぎ、敵の残兵掃討のため木場大尉が第二小隊を指揮して交渉公署建物を捜索中、突然地下室に潜伏していた便衣隊らしき者から射撃をうけたため、直ちに突入、全員十六名を射殺あるいは刺殺した。虐殺は絶対に否認し、かかる行為をなす暇もなく、また銃剣は耳鼻を削ぐには不適当にしてほとんど不可能である、ということである。同建物三階には、小銃・軍刀及び小銃弾二百発、地下室には軍帽15、軍服20、内空薬莢などが散乱していた。蔡公時の交渉員任命については日本側に正式通知はなかった」としている。
交渉員の蔡公時が耳や鼻を銃剣で削ぎ落とされて虐殺されたと吹聴して騒ぐ国民党軍の話を聞いた斎藤瀏少将は、「支那人の宣伝上手にはよほど気を引き締めてかからないととんでもないことまで責任を問われるな。蔡は交渉公署に立てこもった敵兵掃討中に射殺されたに過ぎないんだよ。第一、銃剣じゃ耳や鼻は削げない。すべて宣伝さ」と発言している。
臼井勝美は、中国人職員は「原則的に無抵抗であったのであり、交渉公署の性格上からも全員をただちに刺殺したことは過当措置であった」としている。

## 事件の影響

### 第三次山東出兵の決定
5月4日午前、日本は緊急閣議を開いて、関東軍より歩兵1旅団、野砲兵1中隊、朝鮮より混成1旅団、飛行1中隊の増派を決定した。5月8日午後の閣議において、動員1師団の山東派遣および京津方面への兵力増派を承認し、5月9日、第3師団の山東派遣が命じられた（第三次山東出兵）。5月7日の時点で、南軍は済南を包囲し、千仏山の山砲は砲口を日本軍に向けて戦闘準備中で、また済南城内でも戦闘準備中であった。

### 衝突の再開
もともと派兵決定の際、鈴木参謀総長は福田師団長に「国家及び国軍の威信保持するため若しくは任務達成上必要なる場合に於いては武力をしようすることを得」との指示を与えていたが、３日に衝突発生の連絡を受けると参謀本部は福田に「南京事件の行掛りもありこの際国軍の威信を傷つけざる如く考慮を望む」と打電、事態の進展により徹底的に増兵する意向を伝えた。福田はいったんの停戦後にこの電報を受領したが、さらに4日に鈴木は福田に「支那との停戦は国軍の威信を顕揚し禍因を根絶するが如き条件なるを有す」との指示を与えている。同日、緊急閣議で1個旅団の増派が決定された。
また、賀耀組は前年の南京事件にも関わっていたと目されており、今回の事件も確信的なものであったと判断されたことにより、南次郎参謀次長が5月3日午後2時半に発した事件解決条件についての訓令には、賀耀組その他責任者の処刑が含まれていた。（なお、賀については日本の士官学校に留学していたことがあり、その時の人柄から、日本のマスコミには南京事件の責任について否定的に見る擁護論も以前からあった。）
5月５日、朝日新聞は同月４日に天津に入電した情報として、日本軍の警備区域外に居た邦人280人が同月３日に殺害されたとのニュースを報じた。これは大規模出兵を望んでいた済南駐在武官の酒井隆少佐が誇大な被害状況を打電したものを陸軍省が流したものといわれている。実際には、犠牲者は十数名で、3日時点では遺体もまだ確認されていない。（なお、酒井隆は戦後の1946年8月に南京法廷で死刑判決を受け、9月南京で銃殺された。酒井は華北・満蒙での日本軍の様々な謀略や太平洋戦争以後の香港・広州での日本軍の虐殺事件に責任があるとみられていて、この1927年の南京事件の責任がどう捉えられたかは不明である。）
5月6日、福田の南軍に対する後述の要求内容の方針を伝えられた西田在済南総領事代理は本省に請訓して回答をもらう必要があるとして、最後通牒を出さないよう、回答を得るまで武力行使をしないよう要望したが、否定的な態度をとられた。
5月7日、日本軍増援部隊が到着。午後4時、福田師団長は12時間の期限付きで、1.暴虐行為に関係ある高級武官の処刑、2.日本軍の面前において日本軍と抗争した軍隊の武装解除、3.12時間以内の辛荘・張家荘の軍隊の立退、4.一切の排日的宣伝の厳禁、5.南軍は済南及び膠済鉄道両側沿線10キロ以内の地に駐屯しないこと、を要求した。
南軍は蒋介石がいないため期限の回答延長を求めたが、日本軍はこれを認めず、8日、期限切れにより済南周囲への攻撃を開始、済南城を砲撃した。5月9日午前7時に蔣介石は、第40軍長賀耀組の罷免および済南への不駐兵などの譲歩を提案したが、済南城内の蘇宗轍軍は武装解除に応じなかった。9日夜半から10日にかけ、南部内城壁の歴山門への砲撃のほか、済南城北西部を中心にかなり激しい戦闘が行われた。
このときの日本軍の砲爆撃は事実上無差別で、このとき中国軍民に大量の死者が出たともされている。日本のマスコミでは、（法的には）戦争でなかったので民間人の犠牲を考え城内に大砲を浴びせるようなことはしていないとの福田師団長が説明が報じられている。また、日本軍は、城内に入ると次々に住居・建物に放火、路上に居る者を無差別に殺傷したとされる。
10日、日本との全面対決となって北伐に影響することを怖れる蒋介石は軍長の方振武に済南城からの退去を指示、これを受けて南軍は11日午前2時より夜陰に乗じて逐次撤退した。この前10日午後11時、日本軍側は南軍の武装解除を図って、翌11日午前8時から午後2時までの間に日本軍立会確認の下で一切の武器を携帯せずに指定された門から城外に出るのであれば攻撃は行わないとして、済南城から退去するよう南軍に伝えることを済南総商会に指示していたが、この目論見は空振りに終わった。
11日、日本軍は済南城を占領、鈴木参謀総長は福田師団長に戦闘を中止し居留民の保護にあたるよう指示した。この済南城占領に伴い、日本軍は虐殺を開始、病院の南軍負傷兵200人と民間人2000人超を殺害したとも中国側では伝えられている。
5月11日午前11時、南軍総参議何成濬が蔣介石の代表として来て、日本の要求に対し、次のように回答した。
- 第40軍長賀耀組は既に免職せり。
- 済南周囲および膠済鉄道沿線二十支里（約11.5キロ）以内には、我軍しばらく駐兵せず。済南城の秩序は巡警によって維持す。現に城内にある軍隊撤退の場合には安全に通過し得しめられたし。
- 本軍治下の各地は日支両国親善のために明らかに排日宣伝の禁止を令し、確実に取締りあり。
- 辛荘、張家荘の部隊は既に北伐に向かえり。該方面にはしばらく駐兵せず。
- さきに貴軍のため抑留せられし将卒および押収せられたる兵器を還付せられたし。
- 8日貴軍は我軍を襲撃す。両国の親睦および東亜の平和を維持するため、すぐに軍事行動を停止せられんことを請う。

福田第6師団長は、回答の内容に満足できない点がある上、委任状を携えていないので、正式な回答はできない、という旨を返答した。
その後軍事当局間の交渉から、外交交渉を経て、1929年3月28日、日本軍は山東から撤退すること、双方の損害は共同で調査委員会を組織して改めて調査すること、を骨子とした協定が締結された。中国国内からは、外交官殺害事件が不問に付されたこと、損害賠償も事実上棚上げとなったことから、この協定への非難の声も聞かれ、反日機運が一層高まる一つの契機となった。
藤田栄介青島総領事は事件後の5月13日に、「5月1日から2日午後にかけて、約5、6万の南軍が済南に到着し、商埠地と城内の各地に分営していた。北軍が退却するや南軍の便衣隊が現れたので、居留民をわが軍の警備区域に移し警戒した。蔣介石は2日、南軍が治安維持に責任を持つので日本軍は撤退し、警戒区域の設置は必要なく、防御物も撤去するよう、要求してきたので、蔣介石の声明を信頼して軍の防御施設を撤去した。それにもかかわらず翌3日、居留民家屋に南軍兵士が侵入してきたので、これを制止しようとするや却って発砲した。何人が事件の端を開いたかは極めて明瞭であり、責任は全部南軍にある。しかもこの衝突が最初から組織的に計画されていたことは、①略奪とほとんど同時に商埠地各所で一斉に銃声が起こり、たちまち大混乱の巷と化した事実、②彼らが手榴弾を所持していたこと、③掠奪されたのがことごとく日本人家屋であって支那人はほとんどその厄にあわなかったこと、などから推して、最初から日本人を目標としたことは疑いない。わが軍の砲撃は支那人家屋に何ら被害を与えなかったので、商民らは日本軍の砲撃の正確なるによって被害のなかったことに感謝している」ということなどを語った。

### 中国世論
本来の名分である居留民保護の範囲を逸脱した行為で国民革命軍北伐への干渉として、中国の世論はいっせいに日本を批判、それまでイギリスが主対象であった中国の対外批判は日本が最大の批判対象となることになった。
なお現在、済南市には記念碑が立てられ、また、2000年以来、済南市はこの日を忘れないために毎年5月3日の午前10時からサイレンを鳴らしている。

## 日本人犠牲者の写真の731部隊での中国人犠牲者としての誤用

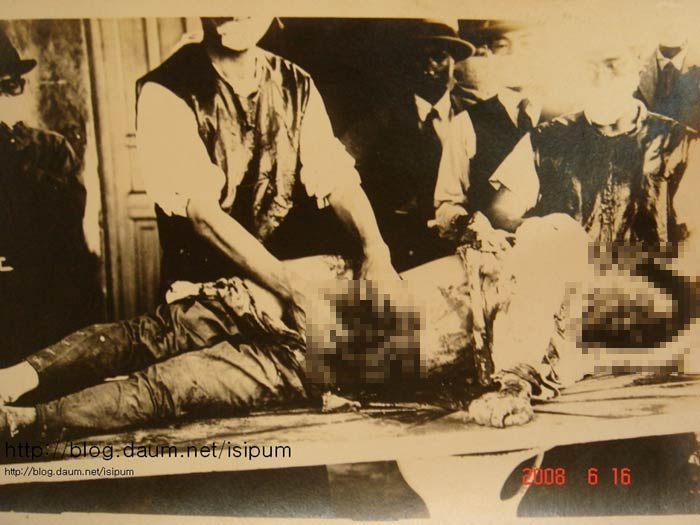
日本人犠牲者の検屍（731部隊犠牲者として使用されることのある写真

虐殺された日本人の遺体が済南病院で検死されている写真が、後に中国の新華出版社から出された『日本侵華図片史料集』や吉林省博物館に、731部隊が中国人に細菌人体実験をしている写真として掲載された。また、そのイラストが中学生用の歴史教科書にも掲載された。
同様の写真は日本でも誤用され、粟屋憲太郎が『朝日ジャーナル』に発表した論文「東京裁判への道」にも、日本軍が進めた細菌による人体実験の一場面として掲載された。1992年（平成4年）11月21日夜10時からテレビ朝日が報じた「戦争とはかくも非人間的な行為を生むものか」と題した番組では、元軍医と元衛生兵が、吉林省博物館に掲げてある「七三一部隊細菌戦人体実験」（実際は、済南事件で虐殺された日本人の遺体が済南病院で検死されている写真）にひたすら謝罪した。こうした誤用は原正義の調査でわかった。